# Збагачуваність гравітаційними процесами

Рис. 1. Лабораторний стенд «Концентраційний стіл»

Рис. 2.

Рис. 3.

Визначення збагачуваності гравітаційними процесами виконується для всіх видів мінеральної сировини, де їх використання традиційне або принципово можливе. Завдання гравітаційних досліджень — оцінка збагачуваності даної сировини гравітаційними процесами, розробка раціональної технології збагачення та визначення якісно-кількісних показників розділення.

## Фракційний аналіз
Першим етапом гравітаційних досліджень виконується фракційний аналіз сировини по класах крупності. Дані фракційного аналізу дозволяють зробити висновок про принципову можливість гравітаційного збагачення корисної копалини, дають уявлення про ступінь розкриття основних мінералів у різних класах крупності, а також використовуються для вибору початкової і кінцевої крупності збагачення, складання схеми досліджень збагачуваності, приблизного прогнозування показників гравітаційного збагачення. При використанні збагачення у важких середовищах або відсадки крупних класів ці дані служать основою для визначення параметрів процесу і розрахунку технологічних показників. Перед початком досліджень пробу корисної копалини доводять до крупності — 50 мм. Шкалу густини підбирають на основі інформації про мінеральний склад корисної копалини. Для одержання точних даних про можливий вихід та якість продуктів розділення готують 4 — 5 суспензій з інтервалом густини 100—150 кг/м3. При виконанні досліджень по збагаченню у важких середовищах або відсадки крупних класів дані фракційного аналізу досліджуваних класів крупності представляють у графічному вигляді. Графічна інтерпретація дає можливість мати уявлення про склад і вихід різних фракцій у продукти, вибрати оптимальну густину розділення, розрахувати можливі результати розділення. Графічна інтерпретація частіше за все виконується з використанням кривих Анрі-Рейнгарда (кривих збагачуваності), що будуються за даними фракційного аналізу.

## Гравітаційні дослідження на збагачуваність
Другий етап. Проведення гравітаційних досліджень на збагачуваність виконують з використанням лабораторних важкосередовищних сепараторів, відсаджувальних машин, концентраційних столів, ґвинтових сепараторів.
Дослідження збагачення у важких суспензіях починаються з приготування суспензії потрібної густини. Як обважнювач при дослідженнях застосовують магнетит, ґранульований феросиліцій або їх суміш. Суспензію для досліджень готують дещо більшої густини і у об'ємі в два рази більшому, ніж потрібно.
Лабораторні дослідження збагачення у важких суспензіях звичайно проводять у конусі з мішалкою (рис. 2). Суспензію заливають у конус та старанно перемішують. Під час перемішування у невелику колбу відбирають пробу для визначення густини суспензії.
Якщо густина суспензії в конусі відповідає заданим характеристикам, починають дослідження; якщо різниця між заданими і реальними характеристиками суспензії в конусі велика, то додають або густу суспензію, або воду, старанно перемішують та знову визначають густину суспензії.
Коли отримана суспензія потрібної густини, то при повільному обертанні мішалки на поверхню суспензії насипають шар корисної копалини, що попередньо змочена суспензією тієї ж консистенції. Через декілька секунд зерна корисної копалини, що плавають на поверхні, вичерпують сітчастою ложкою. Якщо кількість зерен, що потонули, значна, то після збору легкого продукту вміст конуса випускають на сито з розміром чарунок 1 мм для відділення суспензії. Після цього конус знов заповнюють суспензією, суспензію перемішують, доводять її густину до потрібної і при повільному обертанні мішалки завантажують наступну порцію корисної копалини і т. д.
Замість конуса при дослідженнях можна застосовувати звичайні цеберки діаметром і висотою по 200 мм. Легку і важку фракції, одержані при сепарації в конусі промивають водою, сушать, зважують і аналізують.
Для проведення дослідів по відсадці використовують лабораторну відсаджувальну машину, гідравлічний пульсатор Механобра або ручну відсаджувальну машину.
Гідравлічний пульсатор Механобра (рис. 3) складається з двох скляних циліндрів 1 з сіткою 4. Під сітку 4 через патрубок 5 підводиться вода, витрати якої можна регулювати. Пульсації в циліндрах створюються за допомогою діафрагми 3, хід якої і число пульсацій регулюються. Величина ходу діафрагми від 0 до 8 мм змінюється ексцентриком 2, а число її ходів від 0 до 1500 хв−1 варіатором швидкості. Після закінчення досліду підрешітний продукт випускають через кран 6.
Застосування скляних циліндрів дає можливість спостерігати за процесом відсадки та швидко підбирати найбільш сприятливий хід діафрагми і число пульсацій.
Для розділення невеликих проб при мінералогічному аналізі, пошукових роботах у лабораторії або геологічних партіях може бути корисною лабораторна відсаджувальна машина.
Для дослідження збагачуваності матеріалу на концентраційних столах застосовується Лабораторний концентраційний стіл. Дослідження збагачуваності на концентраційних столах застосовують для руд та розсипів крупністю до 4 мм. Більш високі технологічні показники можна отримати при збагаченні класифікованої руди. Концентраційні столи мають малу питому продуктивність та потребують великих площ для установлення, тому вони застосовуються переважно в перечисних операціях.
Для досліджень процесу гвинтової сепарації використовують переважно тривиткові сепаратори діаметром 250 мм, які мають один відсікач у кінці жолоба. Продуктивність сепаратора 30—60 кг/год (на розсипах — до 100 кг/год). Див. Лабораторний гвинтовий сепаратор.

## Розробка схеми гравітаційного збагачення
Заключний етап досліджень гравітаційного збагачення — розробка технологічної схеми. Перш за все за результатами фракційного аналізу визначають доцільність застосування гравітаційного збагачення. Якщо гравітаційне збагачення доцільне, проводять збагачення у важкій суспензії з метою уточнення крупності збагачуваного матеріалу та граничної густини розділення. При переробці руд збагачення у важкій суспензії застосовують для попереднього відділення відвальних відходів, при переробці вугілля — для отримання кінцевих продуктів. Для збагачення у важких суспензіях використовують пробу масою не менше 50 кг.
Пробу матеріалу крупністю до 12 мм піддають відсадці з метою уточнення її режимних параметрів (режим пульсацій, витрати підрешітної і транспортної води, необхідність штучної постелі).
Якщо в схемі передбачається застосування ґвинтової сепарації, то вона найчастіше використовується для попередньої концентрації та кондиціонування продукту перед послідовними операціями. Концентрат ґвинтової сепарації перечищають на концентраційних столах, де досягається більш висока ефективність. Відходи ґвинтової сепарації або безпосередньо направляють у відвал, або після перечищення.
В результаті виконання досліджень визначають якісно-кількісні показники продуктів гравітаційного збагачення, проводять мінералогічне вивчення отриманих продуктів, прослідковують поведінку кожного класу крупності в окремих операціях.
При експериментальному відпрацьовуванні технології на конкретній руді підбирають крупність дроблення або подрібнення, компонування обладнання, технологічні режими, розподіл потоків (виходи промпродуктів), необхідне число перечисних і контрольних операцій.

## Збагачуваність мінеральної сировини за процесами і мінеральною сировиною
Розрізняють:
- Збагачуваність флотацією — флотаційна здатність (флотованість)
- Збагачуваність гравітаційними процесами
- Збагачуваність електричною сепарацією